# Agryf
Zakłady Mięsne Agryf to przedsiębiorstwo przemysłu spożywczego działające w Szczecinie-Dąbiu, obecnie część Grupy Animex.

## Historia
W drugiej połowie roku 1945 w byłych zakładach rzeźniczych przy ul. Wendy 1/3 została zorganizowana Rzeźnia Miejska. Sześć lat później została zamieniona w Centralny Zarząd Przemysłu Mięsnego, nazywany powszechnie Centralą Mięsną. Organizacja ta posiadała własne sklepy, ubojnię w miejscu dawnej Rzeźni Miejskiej i dwie przetwórnie mięsne: przy ul. Świerczewskiego 31 oraz Krasińskiego 79. W kolejnych latach nazwy były zmieniane kolejno na: Zakłady Mięsne (1955-1957), Wojewódzkie Zakłady Mięsne (1958-1979), Wojewódzkie Przedsiębiorstwo Przemysłu Mięsnego (1960-1992) oraz "Agryf" Zakłady Mięsne Przedsiębiorstwo Państwowe po tej dacie.
W roku 1983 działalność przedsiębiorstwa została całkowicie przeniesiona do nowo utworzonego kombinatu przetwórczego na ul. Pomorskiej w Szczecinie-Dąbiu. Budowa nowego zakładu produkcyjnego pomogła w rozwoju infrastruktury prawobrzeża - Agryf partycypował w budowie wodociągu z jeziora Miedwie i w kosztach budowy oczyszczalni ścieków w Zdrojach, a także posiadał własną elektrociepłownię oddającą ciepło do Osiedla Słoncznego.
W roku 1997 zakład stał się częścią warszawskich zakładów mięsnych Animex.